# Väla kyrka
Väla kyrka är en kyrkobyggnad som sedan 2006 tillhör Örslösa församling (tidigare Väla församling) i Skara stift. Den ligger i Lidköpings kommun. 

## Kyrkobyggnaden
Kyrkan har en stomme av sten och består av ett långhus med rakt kor i öster av samma bredd som övriga kyrkan. Vid kyrkans västra kortvägg finns ett smalare och lägre vapenhus av trä med ingång från väster. Vid korets södra vägg finns en äldre port som inte längre används. Ytterväggarna är spritputsade och vitfärgade. Yttertaket är belagt med skifferplattor.

### Tillkomst och ombyggnader
Stenkyrkan uppfördes sannolikt på 1200-talet. Ett timrat vapenhus vid södra väggen byggdes under senmedeltiden eller under första delen av 1600-talet. År 1688 förlängdes kyrkan åt öster och fick ett nytt kor av samma bredd som övriga kyrkan. Troligen var det då som korets södra ingång togs upp. Åren 1740–1741 togs ett nytt fönster upp i västra väggen och ännu ett fönster togs upp i norra väggen. Under första delen av 1800-talet revs södra vapenhuset och ett nytt vapenhus av trä byggdes vid västra kortväggen. Samtidigt förstorades fönstren. En större restaurering genomfördes åren 1938–1939 under ledning av arkitekt Adolf Niklasson. Bland annat byttes takbeläggningen ut från enkupigt lertegel till skifferplattor.
Nuvarande klockstapel byggdes 1769.

## Inventarier
- Dopfunten av sandsten med uttömningshål är från medeltiden. Funten består av en åttakantig cuppa med raka sidor som vilar på en konformad fot.
- Predikstolen är tillverkad 1745.
- Altaruppsatsen är tillverkad 1697.
- Orgeln med fem stämmor, en manual och en pedal är byggd 1954 av Smedmans Orgelbyggeri. Tillhörande orgelfasad är ritad av Adolf Niklasson i Skara.